# Джела (футбольный клуб)
«Джела» — итальянский футбольный клуб из одноимённого города, выступающий в Серии С1, третьем по силе дивизионе чемпионата Италии. Основан в 1975 году, в 2006 году обанкротился и был реорганизован. Домашние матчи проводит на арене «Стадио Винченцо Прести», вмещающей 4 400 зрителей. «Джела» никогда в своей истории не поднималась в Серию А, и в Серию Б, в Серии С клуб провёл в общей сложности 17 сезонов, лучший результат 9-е место в Серии С1 в сезоне 2005-06.

## Известные игроки и воспитанники
- Мариано Фернандес
- Луис Льендо
- Орацио Руссо
- Стефано Даль'Аква